# Karrar

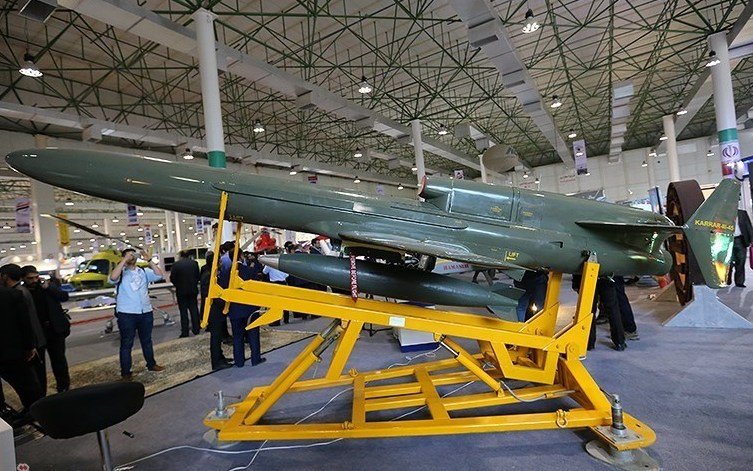
Karrar UAV

Karrar (persky کرار‎, jedná se zároveň o přezdívku Mohamedova bratrance Alího) je bezpilotní letoun íránské armády domácí produkce. Má dolet zhruba 1000 kilometrů a může nést dvě bomby o váze 115 kg. Jeho proudový motor mu dodává rychlost až 900 km/h.
Byl představen v roce 2010.